# Edwin Gyimah
Edwin Gyimah (né le 9 mars 1991 à Sékondi au Ghana) est un joueur de football international ghanéen, qui évolue au poste de défenseur et de milieu de terrain.
Il évolue avec le club des Orlando Pirates.

## Biographie

### Carrière en club
Gyimah joue plus de 100 matchs en première division sud-africaine.

### Carrière en sélection
Il reçoit sa première sélection en équipe du Ghana le 15 août 2012, en amical contre la Chine (match nul 1-1).
Il participe avec le Ghana à la Coupe d'Afrique des nations en 2015 et en 2017. Le Ghana atteint la finale de la CAN en 2015, en étant battu par la Côte d'Ivoire. Gyimah ne joue toutefois aucun match lors de cette compétition.

## Palmarès
| Ghana - Coupe d'Afrique des nations : - Finaliste : 2015.                                |  | \| SuperSport United - Coupe d'Afrique du Sud (1) : - Vainqueur : 2012. - Finaliste : 2013. \| \| Orlando Pirates - Coupe d'Afrique du Sud : - Finaliste : 2016. - Coupe de la confédération : - Finaliste : 2015. \| |
| SuperSport United - Coupe d'Afrique du Sud (1) : - Vainqueur : 2012. - Finaliste : 2013. |  | Orlando Pirates - Coupe d'Afrique du Sud : - Finaliste : 2016. - Coupe de la confédération : - Finaliste : 2015. |